# Hesydrus aurantius
Espèce
Synonymes
- Trechalea aurantia Mello-Leitão, 1942

Hesydrus aurantius est une espèce d'araignées aranéomorphes de la famille des Trechaleidae.

## Distribution
Cette espèce se rencontre en Bolivie, en Colombie et au Pérou.

## Description
La carapace du mâle décrit par Silva en 2006 mesure 6,50 mm de long sur 4,40 mm de large et celle de la femelle mesure 5,95 mm de long sur 5,90 mm de large.

## Publication originale
- Mello-Leitão, 1942 : Cinco aranhas novas do Perú. Revista Brasileira de Biologia, vol. 2, p. 429-434.